# Championnat national de tennis des États-Unis 1920
Pour un article plus général, voir US Open de tennis.
Résultats détaillés de l’édition 1920 du championnat de tennis US National qui est disputée du 13 au 18 septembre 1920.

## Palmarès
| Tableau          | Vainqueurs                         | Vainqueurs | Score                   | Finalistes                        | Finalistes         |
| ---------------- | ---------------------------------- | ---------- | ----------------------- | --------------------------------- | ------------------ |
| Simple dames     | M. Bjurstedt Mallory               | Norvège    | 6-3, 6-1                | Marion Zinderstein                | États-Unis         |
| Simple messieurs | Bill Tilden                        | États-Unis | 6-1, 1-6, 7-5, 5-7, 6-3 | Bill Johnston                     | États-Unis         |
| Double dames     | Marion Zinderstein Eleanor Goss    | États-Unis | 6-3, 6-1                | Eleanor Tennant Helen Baker       | États-Unis         |
| Double messieurs | Bill Johnston Clarence Griffin     | États-Unis | 6-2 6-2 6-3             | Willis Davis Roland Roberts       | États-Unis         |
| Double mixte     | Hazel Hotchkiss Wallace F. Johnson | États-Unis | 6-4, 6-3                | M. Bjurstedt Mallory Craig Biddle | Norvège États-Unis |

## Simple dames
|  |                    |  |   |   |  |
|  | Finale             |  |   |   |  |
|  |                    |  |   |   |  |
|  |                    |  |   |   |  |
|  | Molla Bjurstedt    |  | 6 | 6 |  |
|  | Molla Bjurstedt    |  | 6 | 6 |  |
|  | Marion Zinderstein |  | 3 | 1 |  |

## Double dames
|  |                                 |  |   |   |  |
|  | Finale                          |  |   |   |  |
|  |                                 |  |   |   |  |
|  |                                 |  |   |   |  |
|  | Marion Zinderstein Eleanor Goss |  | 6 | 6 |  |
|  | Marion Zinderstein Eleanor Goss |  | 6 | 6 |  |
|  | Eleanor Tennant Helen Baker     |  | 3 | 1 |  |

## Double mixte
|  |                                    |  |   |   |  |
|  | Finale                             |  |   |   |  |
|  |                                    |  |   |   |  |
|  |                                    |  |   |   |  |
|  | Hazel Hotchkiss Wallace F. Johnson |  | 6 | 6 |  |
|  | Hazel Hotchkiss Wallace F. Johnson |  | 6 | 6 |  |
|  | Molla Bjurstedt Craig Biddle       |  | 4 | 3 |  |